# مارك براون (لاعب غولف)
مارك براون (بالإنجليزية: Mark Brown)‏ هو لاعب غولف نيوزيلندي، ولد في 9 فبراير 1975 في لور هوت في نيوزيلندا.

## وصلات خارجية
- مارك براون على موقع رابطة لاعبي الغولف المحترفين (الإنجليزية)
- مارك براون على موقع رابطة أوروبا للاعبي الغولف المحترفين (الإنجليزية)
- مارك براون على موقع رابطة اليابان للاعبي الغولف المحترفين (الإنجليزية)
- مارك براون على موقع التصنيف العالمي الرسمي للغولف (الإنجليزية)